# André Garand
 (juin 2008).
Si vous disposez d'ouvrages ou d'articles de référence ou si vous connaissez des sites web de qualité traitant du thème abordé ici, merci de compléter l'article en donnant les références utiles à sa vérifiabilité et en les liant à la section « Notes et références ».
André Garand (né le 31 mars 1941 à Montréal et mort le 31 mars 2016 dans le 2e arrondissement de Marseille) est un journaliste et un militant indépendantiste québécois. 

## Biographie
Militant du Front de libération du Québec. 
Il habite à Cuba en même temps que Raymond Villeneuve, Jean Castonguay et Gaston Collin. 
Il quitte Cuba pour la France, le 5 avril 1970, en même temps que Pierre Charette, Raymond Villeneuve, Alain Allard et François Mario Bachand. 
Il revient au Canada en 1979. Il travaille au comité du OUI lors du référendum de 1980 sur l'indépendance du Québec. Il repart, deux ans plus tard, pour le Nicaragua où il est traducteur, avec sa compagne, au journal sandiniste Baricada pendant deux ans. 
En 1988, il retourne en France et travaille à l'ambassade de Cuba au service administratif et à Cubana de Aviacion. 
À sa retraite, il s'installe dans le sud de la France. Il milite toujours pour l'indépendance du Québec et dans un mouvement de solidarité avec Cuba. Il revient fréquemment au Québec où il aimerait finir ses jours si le Québec devient souverain.
Le fonds d'archives d'André Garand est conservé au centre d'archives de Montréal de Bibliothèque et Archives nationales du Québec.